# NRP Almirante Gago Coutinho (F473)
A NRP Almirante Gago Coutinho (número de amura: F473), foi uma fragata da classe Almirante Pereira da Silva, pertencente à Armada Portuguesa.
Foi construída nos estaleiros navais da Lisnave em Cacilhas, tendo sido lançada à água em 13 de agosto de 1965. Foi aumentada ao efetivo dos navios da Armada a 29 de novembro de 1967, sendo abatida ao mesmo efetivo a 20 de março de 1992.

## História
A Almirante Gago Coutinho, sob o comando do capitão de fragata António Seixas Louçã, esteve envolvida num episódio polémico da Revolução dos Cravos, a 25 de abril de 1974. 
Por mera coincidência de datas, precisamente no dia em que viria a decorrer o golpe militar, estava prevista a incorporação da fragata na STAVAVFORLANT (Força Naval Permanente da NATO no Atlântico), que se encontrava então no Tejo e que rumaria para Nápoles, Itália para a realização de manobras multinacionais. Como previsto, pelas 07h00, a fragata largou então da Base Naval de Lisboa e integrou a formação de navios da STANAVFORTLANT que zarpava do Tejo rumo a Nápoles. Quando se encontrava a passar sob a então Ponte Salazar, a Pereira da Silva recebe ordens do Estado-Maior da Armada para abandonar a formação, voltar para trás e dirigir-se para as águas em frente ao Terreiro do Paço. Ao encontrar-se frente ao Terreiro do Paço, ocupado por viaturas blindadas das forças revoltosas, o navio recebe ordens para abrir fogo sobre as mesmas. A fragata estava armada com peças de artilharia de 3 polegadas (72,2 mm) com capacidade para fazer tiro contra a costa, levando a bordo munições de alto explosivo e perfurantes de blindagem, o que lhe dava a capacidade para atingir e destruir as viaturas blindadas. Contudo, o navio acaba por não abrir fogo.
A razão para a Pereira da Silva não cumprir as ordens do Estado-Maior da Armada de abrir fogo contra as forças revoltosas ficou envolta em polémica. A versão corrente foi a de que o comandante do navio estaria disposto a bombardear os revoltosos ou pelo menos a fazer tiro de salva para os intimidar, mas que os restantes oficiais se teriam recusado a tal. Outra versão defende que a iniciativa da recusa em fazer fogo teria sido do próprio comandante do navio.